# Drino orbitalis
Drino orbitalis är en tvåvingeart som först beskrevs av Charles Howard Curran 1934.  Drino orbitalis ingår i släktet Drino och familjen parasitflugor.
Artens utbredningsområde är Guyana. Inga underarter finns listade i Catalogue of Life.